# Lunation

Zyklus der Mondphasen während einer Lunation. Dass beide Mondpole (Norden oben) sichtbar werden, ist eine Folge der Libration.

Die Lunation (von lateinisch luna ‚Mond‘) ist die veränderliche Zeitspanne für einen Umlauf des Mondes um die Erde, bezogen auf seine Stellung zur Sonne, und somit die synodische Periode des Mondes.
Gemessen wird die jeweilige Lunationsdauer für einen ganzen Zyklus der Mondphasen von einem bestimmten Neumond bis zum folgenden Neumond, wenn der Mond also wieder in Konjunktion zur Sonne steht. Lunationen dauern unterschiedlich lange und können sich von einem synodischen Mondumlauf zum nächsten um über 3 Stunden unterscheiden. Im Verlauf mancher Jahre eines Jahrzehnts treten Unterschiede von über 13 Stunden auf. Der ermittelte Durchschnittswert beträgt derzeit etwa 29,53 Tage; diese mittlere Lunationsdauer wird auch synodischer Monat genannt.
Der Ausdruck Mondmonat steht astronomisch allgemein für Zeitspannen eines Mondumlaufs in Bezug auf einen gewissen Referenzpunkt; dazu zählen neben dem synodischen Monat so auch der anomalistische, der siderische, der tropische und der drakonitische Monat. Für einen Mondmonat in der Kalenderrechnung, auch Lunarmonat genannt, können verschiedene lunar bezogene Perioden die Basis bilden.
In der Geburtshilfe wird die Zeitspanne von 28 Tagen meist als Mondmonat oder Lunarmonat bezeichnet und eine Schwangerschaft in zehn solcher Abschnitte unterteilt.

## Die astronomischen Mondmonate

### Synodischer Monat (Mittlere Lunation)
Von der Erde aus beobachtet erreicht der Mond nach einem synodischen Monat wieder die gleiche Stellung zur Sonne. Dieser Monatsbegriff entspricht also dem landläufigen Verständnis eines Monats als einer „Periode der Mondphasen“. Durchschnittlich dauert die Zeitspanne von Neumond zu Neumond – wie von Vollmond zu Vollmond – etwa 29,53 Tage.
Lunationen sind ein charakteristisches Merkmal des Systems Sonne – Erde – Mond. In guter Näherung können die Bahn des Mondes um die Erde und die Bahn der Erde um die Sonne jeweils durch Keplerellipsen dargestellt werden, und für diese Idealisierung lässt sich die synodische Umlaufzeit des Mondes berechnen. Aus verschiedenen Gründen schwankt die tatsächliche Dauer für eine einzelne Lunation (siehe auch Abbildung unten). Der synodische Monat ist die über Jahrzehnte gemittelte mittlere synodische Periode des Mondes und beträgt als Durchschnittswert derzeit:
29,530589 d (29 Tage, 12 Stunden, 44 Minuten, 2,9 Sekunden)

### Schwankungen der Lunationsdauer
Da sich die Bahngeschwindigkeiten der Erde und des Mondes während des Umlaufs verändern (siehe 2. Keplersches Gesetz), ändert sich damit auch die Dauer der Zeitspanne von jeweils einem Neumond zum nächsten oder einem Vollmond zum nächsten. Die Berechnung dieser Termine und der aktuellen Lunationsdauer gehört zu den komplexesten Aufgaben der Mondtheorie bzw. der Ephemeridenrechnung des Mondes.
Annuale (jährliche) SchwankungenIn erster Näherung bewegt sich der Mond um die Erde auf einer elliptischen Bahn. Infolge von Bahnstörungen durch die Sonne und die Planeten verschiebt sich aber der erdnächste Punkt, das Perigäum, und es kommt zu einer Apsidendrehung in Umlaufrichtung. Daher dauert ein auf das wiederkehrende Perigäum bezogener Umlauf, ein anomalistischer Monat, länger als der siderische Monat, der auf die Stellung vor dem Fixsternhintergrund bezogen ist. Allgemein bewegt sich der Mond schneller, wenn er dem Perigäum nahe ist, und langsamer im Apogäum, dem erdfernsten Bahnpunkt. Die Termine für Neumond und Vollmond aber werden weder nach Perigäum noch nach Fixsternbezug bestimmt, sondern nach der Stellung des die Erde umlaufenden Mondes zur Sonne: Zu Neumond steht der Mond sonnennah zwischen Erde und Sonne in Konjunktion, zum Vollmondtermin umgekehrt sonnenfern in Opposition. Auf den Neumondtermin zu bewegt er sich in Richtung Sonne. Liegt auch das Perigäum dann Richtung Sonne, bewegt sich der Mond schneller, und infolge der stärkeren Gravitationswirkung durch die Sonne nun noch schneller, als es allein nach den Keplerschen Gesetzen für das ungestörte Zwei-Körper-System Erde–Mond zu erwarten wäre. Darüber hinaus bilden diese beiden ein Doppelsystem und kreisen so um den Erde-Mond-Schwerpunkt (EMS); da jedoch „(ekliptikale) Konjunktion“ ein über die Mittelpunkte von Erde, Mond und Sonne definierter Begriff ist, addieren bzw. subtrahieren sich neben denen für den Bahnweg des Mondes auch noch jene Zeitspannen, die es dauert, bis nicht EMS-Mond-Sonne, sondern Erdmittelpunkt–Mond–Sonne in einer Linie stehen. Ist der Neumond erdnah, legt die Erde diese Distanz in kürzerer Zeit zurück, als wenn der Mond erdfern steht. Daher erreichen die Lunationen ein Minimum, wenn Neumondtermin und Perigäumsdurchgang zusammenfallen, bzw. dauern immer kürzer bis zu dem Zeitpunkt, an dem die Apsidenlinie (die Verbindungslinie Perigäum–Apogäum) mit der Linie Erde–Sonne zusammenfällt. Danach nehmen die Lunationsdauern im Jahresverlauf wieder zu und erreichen ein Maximum, wenn der Vollmondtermin auf den Perigäumsdurchgang fällt. Der Mond läuft prograd um die Erde, im gleichläufigen Sinn wie die Erde um die Sonne; zu Neumond bewegt er sich daher scheinbar gegen die Richtung der Erde.
Schwankungen im Zyklus der ApsidenDas Perigäum der Mondbahnellipse bewegt sich in einem Intervall von etwa 8,85 Jahren um die Erde (Apsidendrehung des Mondes; Differenz des etwas längeren anomalistischen Monats zum siderischen Mondmonat). Daher gibt es über einen längeren Zeitraum betrachtet in manchen Jahren relative kleine, in anderen aber relativ starke Unterschiede innerhalb der jährlichen Schwankungen der Lunationsdauern. Denn wenn das Perigäum zu einem Termin durchlaufen wird, der in der Nähe des Perihels der Erde liegt (dem sonnennahen Punkt der Erdbahn, um den 3. Januar, zu dem sich die Erde am schnellsten bewegt), so wird der Unterschied zwischen den kurzen Lunationen der perigäumsnahen Neumonde und den längeren der apogäumsnahen Neumonde gedämpft. Umgekehrt, wenn der Mond sein Perigäum nahe dem Aphel der Erde (um den 5. Juli) durchläuft, sind die Unterschiede zwischen den kurzen und den langen Lunationen ungefähr um das Doppelte stärker.
Weitere SchwankungenInfolge von unterschiedlich starken Bahnstörungen durch die übrigen Körper des Sonnensystems weicht die Form der Mondbahn nicht unerheblich von der einer exakten (Kepler-)Ellipse ab; damit ist auch die Lunationsdauer noch weiteren kurz- und langfristigen periodischen Schwankungen unterworfen, die sich – mit deutlich unter einer Stunde liegendem Schwankungsbereich – gegenseitig überlagern.
Insgesamt variiert die Dauer von aktuellen Lunationen zwischen etwa 29,272 d und 29,833 d, mit −0,259 d (6 h 12 min kürzer) bis +0,302 d (7 h 15 min länger) um die mittlere Lunation. Diese Variation der Lunationen gilt für das Intervall 1900 bis 2100.

### Vollmond- und Neumondtermin
In Bezug auf eine Lunationsspanne, deren Dauer durch die Neumondtermine bestimmt ist, liegt der Termin des Vollmonds nur ungefähr in deren Mitte, doch nicht exakt. Die Schwankungen im Zeitabstand von Vollmondtermin zu Neumondtermin hängen nicht allein von der im Jahreslauf unterschiedlichen Konstellation Erde zu Sonne (Perihel/Aphel) ab. Einen wesentlichen Einfluss hat daneben auch die jeweilige Lage des Mond-Perigäums zur Sonne (im oben dargestellten Verlauf der Lunationsdauer erkennbar als zyklische Veränderungen über etwa neun Jahre). Die Angabe der hierdurch bedingten Schwankungsbereiche ist bezogen auf den Vollmond etwas ungenauer als bezüglich des Neumondtermins; darum berechnet man in der modernen Astronomie – die in dieser Frage nicht mehr primär auf Beobachtungen beruht, sondern auf numerischen Rechenmodellen und Näherungsverfahren – die Lunationen jeweils von Konjunktion zu Konjunktion. Deren exakter Zeitpunkt lässt sich allerdings nicht leicht messen, da Neumond am Tageshimmel oder nächtens unter dem Horizont stattfindet.
Astrometrische Neu- und Vollmondtermine werden ekliptikal gerechnet, wahrer Neu- und Vollmond (Phasenwinkel maximal/minimal, also minimale/maximale Beleuchtung des Mondes) schwanken dann noch einmal um den tabellierten Termin und hängen auch vom Beobachtungsort ab (topozentrische Koordinaten); diese Schwankungen bleiben unter einer Stunde. Als Ereignisse treten Neumond oder Vollmond dann ein, wenn sich Beobachter, Mond und Sonne in einer Linie befinden bzw. der Abstand des Mondes zur Linie Beobachter–Sonne während einer Lunation minimal wird (exakt auf einer Linie mit dem Auge des Betrachters liegen die Mittelpunkte von Sonne und Mond wohl nie). Bei hinreichend geringem Abstand kann es zu Vollmond eine Mondfinsternis, zu Neumond eine Sonnenfinsternis geben.

## Der kalendarische Mondmonat
Der Mondmonat ist wohl – neben Tag und Nacht – die offenkundigste astronomische Zeitgröße und dürfte daher auch den frühesten Kalendermodellen zugrunde liegen. Heute sind astronomische Mondkalender, also solche, die das Kalenderdatum nach den tatsächlichen Lunationen bestimmen, noch in Saudi-Arabien (Mondsichtung des Neulichts) und einigen indigenen Kulturen üblich. Alle anderen Kulturen, die Lunarkalender verwenden, arbeiten mit einem arithmetischen Kalendersystem, das auf der rechnerischen Größe des synodischen Monats beruht.
Seit der Einführung des julianischen Kalenders im Jahr 46 v. Chr.hat ein Kalendermonat nur noch namentlich mit einem synodischen Monat zu tun. Die Mondphasen von Lunationen korrelieren nicht mehr mit diesen Kalendermonaten, sondern verschieben sich während eines Jahres meist rückläufig gegen die Monatsdaten – denn durchschnittlich dauert auch ein Monat des gregorianischen Kalenders mit rund 30,44 d (365,2425 d/12) länger als die synodische Umlaufzeit des Mondes –, ausgenommen im Februar.

## Die Lunationsnummer
Lunationen werden in der Astronomie fortlaufend nummeriert. Diese Zahl wird als Lunationsnummer bezeichnet, wobei es verschiedene Konventionen für den Beginn der gezählten Reihe gibt. Die ältere von E. W. Brown im Zusammenhang mit seiner Lunartheorie eingeführte Lunationsnummer nimmt das Jahr 1923 als Anfang:
LBrown (BLN): Die Lunation “1” beginnt nach dem 1. Januar 1923 12:00 (JD 2423421,0):
Der Neumond der Lunation 1 fand am 17. Januar 1923 3:41 (2:41 UTC) statt.
Daneben wird auch eine Zählung verwendet, die mit dem Jahr 1900 beginnt:
L1900: Die Lunation „0“ beginnt nach dem 31. Dezember 1899 19:31 (JD 2415020,313) mit der Standardepoche B1900.0:
Der Neumond der Lunation 0 fand am 1. Januar 1900 14:51 (13:51 UTC) statt.
Die Lunationsnummer nach Brown kann mit Hilfe der Formel {\displaystyle L_{\mathrm {Brown} }=L_{\mathrm {1900} }-284} ermittelt werden.
Alternativ wird heute zunehmend eine aktualisierte Zählweise nach Jean Meeus verwendet, die im Jahr 2000 anfängt:
L2000: Die Lunation „0“ beginnt nach dem 1. Januar 2000 11:58:55,816 (JD 2451545,0) mit der derzeitigen Standardepoche J2000.0:
Der Neumond der Lunation 0 fand am 6. Januar 2000 19:14 (18:14 UTC) statt.
Die Umrechnung gelingt mit: {\displaystyle L_{\mathrm {Brown} }=L_{\mathrm {2000} }+953}
Der aktuelle Neumondtermin lässt sich also abschätzen mit:
{\displaystyle \mathrm {JD} 2451545,0+L_{\mathrm {2000} }\cdot 29{,}530589\pm 0{,}25}